# Mitzi Johanknecht
Mitzi Johanknecht (sinh năm 1959) là một cảnh sát người Mỹ và hiện là cảnh sát trưởng của Quận King, Washington. Bà là phụ nữ thứ nhì sau Sue Rahr, và cũng là người đồng tính công khai đầu tiên đảm nhiệm chức vụ này. Trước khi được bầu vào vị trí trên vào năm 2017, bà đã có 32 năm phục vụ tại Văn phòng Cảnh sát trưởng Quận King với cấp bậc Thiếu tá.

## Đầu đời và giáo dục
Johanknecht sinh ra ở Seattle và lớn lên ở Burien, Washington, là con thứ ba trong gia đình có năm người con. Bà tốt nghiệp Trường Trung học Bainbridge Island và có thời gian tham gia đội bóng rổ tại Đại học Washington và Đại học Western Washington. Thời gian đầu, Johanknecht dự định học chuyên ngành giáo dục.

## Sự nghiệp
Johanknecht gia nhập Văn phòng Cảnh sát trưởng Quận King vào năm 1985. Bà trải qua những năm đầu của mình trong một đồn cảnh sát thuộc khu chung cư thu nhập thấp ở Kent. Công việc của bà là bí mật hỗ trợ điều tra và đảm nhiệm vai trò như một nhân viên liên lạc. Sau đó, Johanknecht được thăng cấp trung sĩ và giữ chức vụ phó chỉ huy lực lượng cảnh sát thành phố Shoreline. Năm 1997, sau một bình luận được cho là không phù hợp với tư cách sĩ quan cấp cao, bà bị luân chuyển công tác đến Kenmore và bị giáng chức. Điều này đã tạo nên một cuộc biểu tình nhỏ bên ngoài tòa thị chính thành phố Shoreline. Bà được bổ nhiệm làm đội trưởng vào năm 1998 và sau đó trở thành nữ đội trưởng đội SWAT đầu tiên của văn phòng cảnh sát quận. Năm 2013, bà được giao nhiệm vụ chỉ huy Đội Điều tra Hình sự, chỉ huy khu Tây Nam ở Burien.

### Cuộc bầu cử năm 2017
Johanknecht tuyên bố ứng cử vào vị trí cảnh sát trưởng vào tháng 5 năm 2017 thay cho John Urquhart, cảnh sát trưởng đương nhiệm, người đang dính dáng đến những cáo buộc thiên vị, quấy rối và tấn công tình dục trong nhiệm kỳ của mình. Dưới sự hậu thuẫn của cựu Giám đốc điều hành Quận Ron Sims và Nghị viên Hoa Kỳ Pramila Jayapal, Johanknecht phải đối đầu với Urquhart trong một cuộc chạy đua "gay gắt" vào chiếc ghế cảnh sát trưởng. Urquhart còn bị cáo buộc đứng sau chỉ đạo nhân viên của mình đe dọa Johanknecht và những người ủng hộ bà, những người làm việc trong trụ sở cảnh sát trước khi bà tuyên bố ứng cử.
Thời gian đầu, Johanknecht dẫn trước với 61% phiếu bầu. Nhiều hãng truyền thông lớn thậm chí còn tuyên bố trước rằng bà sẽ là người chiến thắng trong cuộc bầu cử. Nhiều ngày sau, Urquhart nhượng bộ, chúc Johanknecht gặp nhiều may mắn, đồng thời đưa ra lời than thở rằng "những nhà cải cách chỉ có thể hoạt động trong một nhiệm kỳ". Trong cuộc kiểm phiếu cuối cùng, Johanknecht dẫn đầu với gần 57% phiếu bầu. Sau cuộc bầu cử, Johanknecht tiết lộ rằng Urquhart đã từ chối liên lạc với bà. Điều này khiến bà phải tìm lời khuyên về quá trình nhậm chức từ cựu cảnh sát trưởng Sue Rahr cùng các cảnh sát trưởng ở quận Pierce và quận Snohomish.

### Nhiệm kỳ cảnh sát trưởng
Johanknecht nhậm chức vào ngày 2 tháng 1 năm 2018. Sau đó bà bổ nhiệm Đại úy Scott Somers từ khu Burien làm phó cảnh sát trưởng và đề bạt các sĩ quan từ các khu khác vào vị trí mới.

## Đời tư
Johanknecht sống với người bạn đời là Maureen ở Tây Seattle. Họ có một cô con gái hiện đang sống và làm việc ở New York. Ngoài ra, bà còn là thành viên của hai nhóm hợp xướng dành cho người đồng tính nam và đồng tính nữtại Seattle. Johanknecht cũng phục vụ trong hội đồng quản trị của một mạng lưới phi lợi nhuận mang tên Companis.